# Salvatore Carmando
Salvatore Carmando (Salerno, 29 ottobre 1943) è un fisioterapista italiano.
Il suo nome è legato indissolubilmente alla squadra di calcio del Napoli, cui è approdato nell'estate del 1974 e per la quale ha lavorato dapprima nel settore giovanile e poi, dalla stagione 1975-76, come 2° massaggiatore. Divenuto 1° massaggiatore nella stagione 1976-77, è rimasto tale fino al suo ritiro, avvenuto il 3 luglio 2009 attraverso un comunicato stampa.

## Biografia
Figlio di Angelo Carmando, massaggiatore della Salernitana negli anni quaranta e cinquanta, dopo una breve parentesi giovanile come calciatore nel ruolo di terzino, diplomatosi in massofisioterapia, decise di seguire le orme paterne, maturando le prime esperienze con alcune società campane di categoria inferiore.
Nel 1974 approdò al Napoli come massaggiatore della squadra primavera, che vinse il Torneo di Viareggio. Già nel corso della prima stagione a Napoli accompagnò spesso la prima squadra - all'epoca allenata da Luís Vinício. Nella stagione successiva 1975-76 venne aggregato in pianta stabile alla prima squadra, partecipando alla conquista della Coppa Italia. A partire dalla stagione 1976-77, con Bruno Pesaola in panchina, Carmando divenne il primo massaggiatore del Napoli, mantenendo questo ruolo fino all'estate del 2009. Nel corso della sua lunghissima carriera, trascorsa - salvo le esperienze giovanili - interamente nel Napoli, ha accumulato circa 900 presenze in Serie A, quasi 200 in Serie B e una sessantina in Serie C, cui vanno aggiunte quelle in Coppa Italia e nelle competizioni europee, partecipando attivamente ai successi più importanti della storia della società partenopea.
Un episodio importante lo vide protagonista nella partita Atalanta-Napoli del campionato 1989-90, giocata a Bergamo l'8 aprile 1990 e terminata 0-0, ma vinta a tavolino dal Napoli per decisione del giudice sportivo. A circa un quarto d'ora dalla fine della partita, dalla tribuna dove erano stipati i tifosi dell'Atalanta, iniziarono a piovere in campo degli oggetti. Il calciatore del Napoli Alemão venne colpito da una monetina, che gli provocò una ferita lacero-contusa e sanguinante. Carmando, prontamente intervenuto per soccorrerlo, lo invitò a buttarsi a terra per potergli apprestare le cure del caso. Il calciatore fu poi sostituito da Gianfranco Zola. L'episodio, che come detto portò il giudice sportivo ad assegnare al Napoli la vittoria a tavolino, fu causa di roventi polemiche sollevate dai dirigenti del Milan, che in quel momento contendeva il titolo al Napoli. Carmando ha però sempre negato ogni suo intento speculativo nella vicenda di Bergamo, precisando che il suo intervento fu ispirato esclusivamente alla cura del calciatore.
Finiti gli anni d'oro del "ciclo maradoniano", Carmando rimase al Napoli, scendendo anche in serie B dopo la retrocessione della stagione 1997-98, nonostante la corte di molte grandi squadre. Sotto la direzione generale di Antonio Juliano (ex giocatore del Napoli), in seguito ad un dissidio con la società, e all'insorgere di un problema all'occhio sinistro, fu rimosso dal suo incarico nel corso della stagione 1998-99, per essere poi reintegrato in quella successiva. Rimase massaggiatore del Napoli fino al fallimento della vecchia società, avvenuto nell'estate del 2004. Con l'avvento di Aurelio De Laurentiis, e l'ingaggio di Pierpaolo Marino come DS, entrò a far parte dello staff della nuova società, fino all'arrivo del mister Roberto Donadoni, che coincise con l'uscita di Carmando dal Napoli.
Personaggio eccentrico, noto per la sua abilità e per la stima professionale di cui ha sempre goduto nell'ambiente del calcio, è noto al grande pubblico soprattutto per il rapporto professionale e d'affetto con Diego Armando Maradona: prima dell'inizio di ogni partita il fuoriclasse argentino usava baciargli la testa come gesto scaramantico, e fu voluto proprio dal Pibe De Oro come massaggiatore ufficiale della Nazionale argentina nel 1986 in Messico, divenuta poi Campione del mondo, e nel 1994 negli USA.
Fu anche massaggiatore della Nazionale italiana di calcio durante la gestione di Azeglio Vicini come Commissario Tecnico, dal 1987 al 1991. Quale massaggiatore della Nazionale, ha partecipato agli Europei del 1988 e ai mondiali del 1990 giocati in Italia. In seguito al 3º posto ottenuto ai Mondiali del 1990, fu per questo insignito del Cavalierato dal Presidente della Repubblica con tutta la squadra. Come massaggiatore della Nazionale italiana ha totalizzato più di 50 presenze, ricevendo uno speciale premio.
Il 27 ottobre 2013, prima della partita Napoli-Torino, ha ricevuto dal presidente Aurelio De Laurentiis un premio alla fedeltà e alla carriera. Carmando ha pubblicato un libro autobiografico, scritto a quattro mani con Renato Camaggio, dal titolo Carmando, le mani su D10S. Il volume, il cui titolo enfatizza il rapporto professionale e di amicizia che Carmando ha avuto con Maradona, ripercorre la sua carriera, con tanti aneddoti e il ricordo di numerosi personaggi conosciuti nel corso degli anni. Torna a fare il massaggiatore di Maradona il 12 ottobre 2016 in occasione della partita benefica Uniti per la Pace allo Stadio Olimpico di Roma sedendosi poi in panchina a fianco a Fabio Capello.